# Antrak Air
Antrak Air – linia lotnicza z siedzibą w Akrze, w Ghanie. Obsługuje połączenia regionalne, międzynarodowe i czarterowe. Głównym węzłem jest port lotniczy Akra.

## Flota
Flota Antrak Air - stan na 31 stycznia 2010.
- 1 ATR 42-300
- 1 ATR 42-320